# در باغ ونوس
«در باغ ونوس» (به انگلیسی: In the Garden of Venus) آلبومی از مدرن تاکینگ است که در سال ۱۹۸۷ میلادی منتشر شد.